# مجلس الوزراء القطري 2023
مجلس الوزراء القطري 2023 أو الحكومة القطرية العاشرة،  تشكلت الحكومة في يوم الثلاثاء 7 مارس 2023 وفقاً للأمر الأميري رقم 3 لسنة 2023 الذي أصدره الشيخ تميم بن حمد آل ثاني أمير دولة قطر  وذلك بعد أن أصدر في نفس اليوم أمرا أميرياً بتعين الشيخ محمد بن عبدالرحمن آل ثاني رئيساً لمجلس الوزراء بعد أستقالة رئيس مجلس الوزراء الشيخ خالد بن خليفة بن عبدالعزيز آل ثاني. 

## أعضاء مجلس الوزراء

### التشكيل الوزاري منذ 8 يناير 2024 حتى الآن
| الاسم | المنصب                                    | تولى المنصب    |
| --- | ----------------------------------------- | -------------- |
| الشيخ محمد بن عبدالرحمن آل ثاني | رئيس مجلس الوزراء                         | 7 مارس 2023    |
| الشيخ محمد بن عبدالرحمن آل ثاني | وزير الخارجية                             | 26 يناير 2016  |
| الدكتور خالد بن محمد العطية | نائب رئيس مجلس الوزراء                    | 14 نوفمبر 2017 |
| الدكتور خالد بن محمد العطية | وزير الدولة لشؤون الدفاع                  | 26 يناير 2016  |
| الشیخ خلیفة بن حمد آل ثاني | وزیر الداخلیة                             | 7 مارس 2023    |
| علي بن أحمد الكواري | وزير المالية                              | 19 أكتوبر 2021 |
| جاسم بن سيف السليطي | وزير المواصلات                            | 19 أكتوبر 2021 |
| صلاح بن غانم العلي | وزير الرياضة والشباب                      | 19 أكتوبر 2021 |
| الدكتورة حنان بنت محمد الكواري | وزيرة الصحة العامة                        | 26 يناير 2016  |
| الدكتور عبدالله بن عبدالعزيز السبيعي | وزير البيئة والتغير المناخي               | 8 يناير 2024   |
| الشيخ خليفة بن حمد بن أحمد آل ثاني | وزير الرياضة والشباب                      | 8 يناير 2024   |
| سعد بن شريده الكعبي | وزير الدولة لشؤون الطاقة                  | 4 نوفمبر 2018  |
| غانم بن شاهين الغانم | وزير الأوقاف والشؤون الإسلامية            | 19 أكتوبر 2021 |
| الشيخ محمد بن حمد بن قاسم العبدالله آل ثاني | وزير التجارة والصناعة                     | 19 أكتوبر 2021 |
| بثينة بنت علي النعيمي | وزيرة التربية والتعليم والتعليم العالي    | 19 أكتوبر 2021 |
| الشيخ عبدالرحمن بن حمد بن جاسم بن حمد آل ثاني | وزير الثقافة                              | 19 أكتوبر 2021 |
| الشيخ الدكتور فالح بن ناصر بن أحمد بن علي آل ثاني | وزير البيئة والتغير المناخي               | 19 أكتوبر 2021 |
| الدكتور علي بن صميخ المري | وزير العمل                                | 19 أكتوبر 2021 |
| محمد بن علي المناعي | وزير الاتصالات وتكنولوجيا المعلومات       | 19 أكتوبر 2021 |
| مريم بنت علي المسند | وزيرة التنمية الاجتماعية والأسرة          | 19 أكتوبر 2021 |
| إبراهيم بن علي المهندي | وزير العدل وزير الدولة لشؤون مجلس الوزراء | 8 يناير 2024   |
| عبدالله بن حمد بن عبدالله العطية | وزير البلدية                              | 8 يناير 2024   |
| سلطان بن سعد المريخي | وزير الدولة للشؤون الخارجية               | 8 يناير 2024   |
| في 8 يناير 2024 صدر أمر أميري بتعين الدكتور عبدالله بن عبدالعزيز السبيعي وزيراً للبيئة والتغير المناخي والشيخ حمد بن خليفة بن أحمد آل ثاني وزيراً للرياضة والشباب وإبراهيم بن علي المهندي وزيراً للعدل ووزيراً للدولة لشؤون مجلس الوزراء وعبدالله بن حمد بن عبدالله العطية وزيراً للبلدية وسلطان بن سعد المريخي وزيراً للدولة للشؤون الخارجية |                                           |                |

### التشكيل الوزاري خلال الفترة 7 مارس 2023 حتى 8 يناير 2024
| الاسم                                             | المنصب                                 | تولى المنصب    |
| ------------------------------------------------- | -------------------------------------- | -------------- |
| الشيخ محمد بن عبدالرحمن آل ثاني                   | رئيس مجلس الوزراء                      | 7 مارس 2023    |
| الشيخ محمد بن عبدالرحمن آل ثاني                   | وزير الخارجية                          | 26 يناير 2016  |
| الدكتور خالد بن محمد العطية                       | نائب رئيس مجلس الوزراء                 | 14 نوفمبر 2017 |
| الدكتور خالد بن محمد العطية                       | وزير الدولة لشؤون الدفاع               | 26 يناير 2016  |
| الشیخ خلیفة بن حمد آل ثاني                        | وزیر الداخلیة                          | 7 مارس 2023    |
| علي بن أحمد الكواري                               | وزير المالية                           | 19 أكتوبر 2021 |
| جاسم بن سيف السليطي                               | وزير المواصلات                         | 19 أكتوبر 2021 |
| صلاح بن غانم العلي                                | وزير الرياضة والشباب                   | 19 أكتوبر 2021 |
| الدكتورة حنان بنت محمد الكواري                    | وزيرة الصحة العامة                     | 26 يناير 2016  |
| الدكتور عبدالله بن عبدالعزيز السبيعي              | وزير البلدية                           | 19 أكتوبر 2021 |
| سعد بن شريده الكعبي                               | وزير الدولة لشؤون الطاقة               | 4 نوفمبر 2018  |
| غانم بن شاهين الغانم                              | وزير الأوقاف والشؤون الإسلامية         | 19 أكتوبر 2021 |
| الشيخ محمد بن حمد بن قاسم العبدالله آل ثاني       | وزير التجارة والصناعة                  | 19 أكتوبر 2021 |
| بثينة بنت علي النعيمي                             | وزيرة التربية والتعليم والتعليم العالي | 19 أكتوبر 2021 |
| الشيخ عبدالرحمن بن حمد بن جاسم بن حمد آل ثاني     | وزير الثقافة                           | 19 أكتوبر 2021 |
| مسعود بن محمد العامري                             | وزير العدل                             | 17 يونيو 2021  |
| الشيخ الدكتور فالح بن ناصر بن أحمد بن علي آل ثاني | وزير البيئة والتغير المناخي            | 19 أكتوبر 2021 |
| الدكتور علي بن صميخ المري                         | وزير العمل                             | 19 أكتوبر 2021 |
| محمد بن علي المناعي                               | وزير الاتصالات وتكنولوجيا المعلومات    | 19 أكتوبر 2021 |
| مريم بنت علي المسند                               | وزيرة التنمية الاجتماعية والأسرة       | 19 أكتوبر 2021 |
| محمد بن عبدالله السليطي                           | وزير الدولة لشؤون مجلس الوزراء         | 19 أكتوبر 2021 |